# St. Dionysius (Gondenbrett)

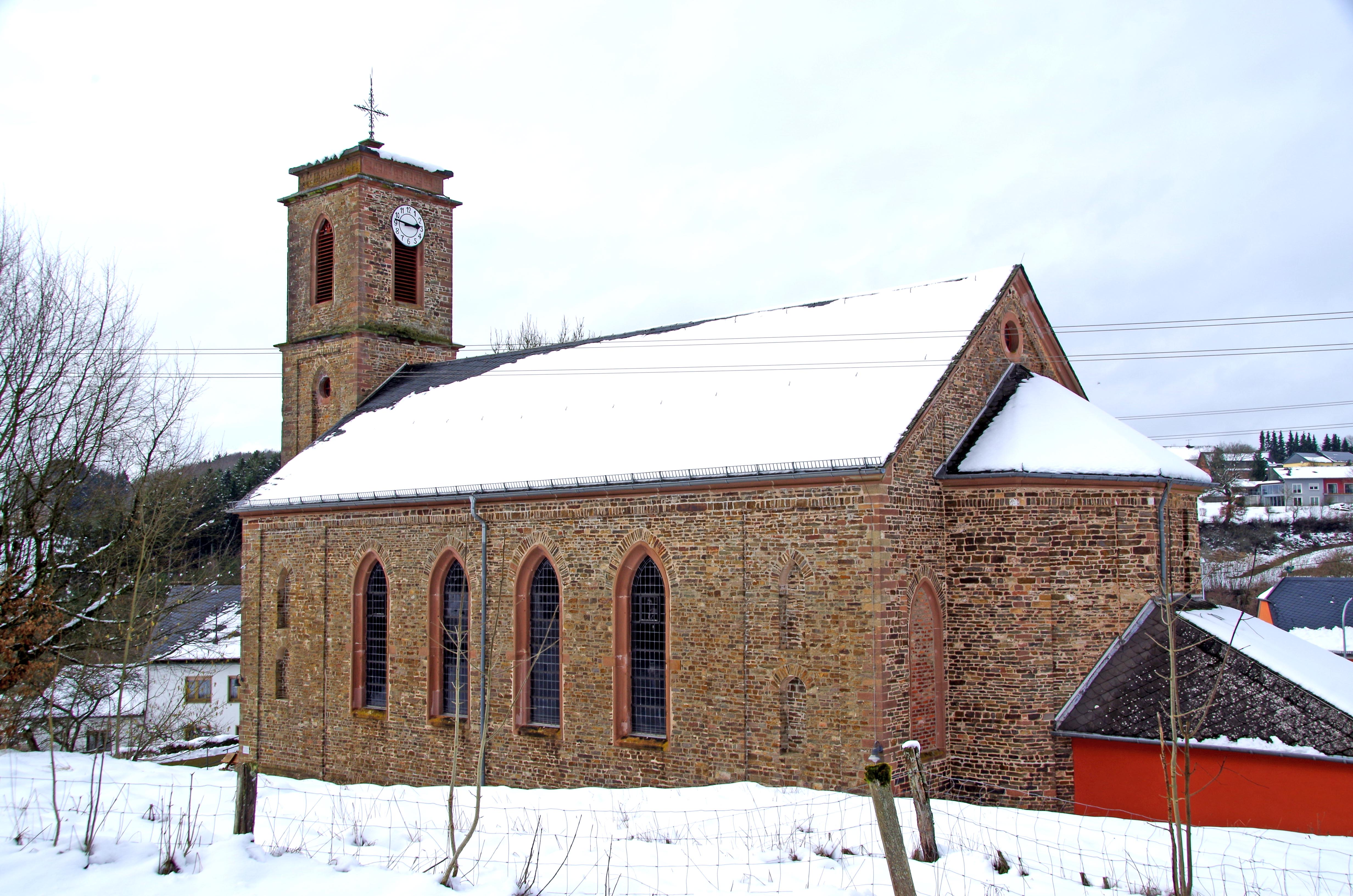
St. Dionysius (Gondenbrett), Südostseite

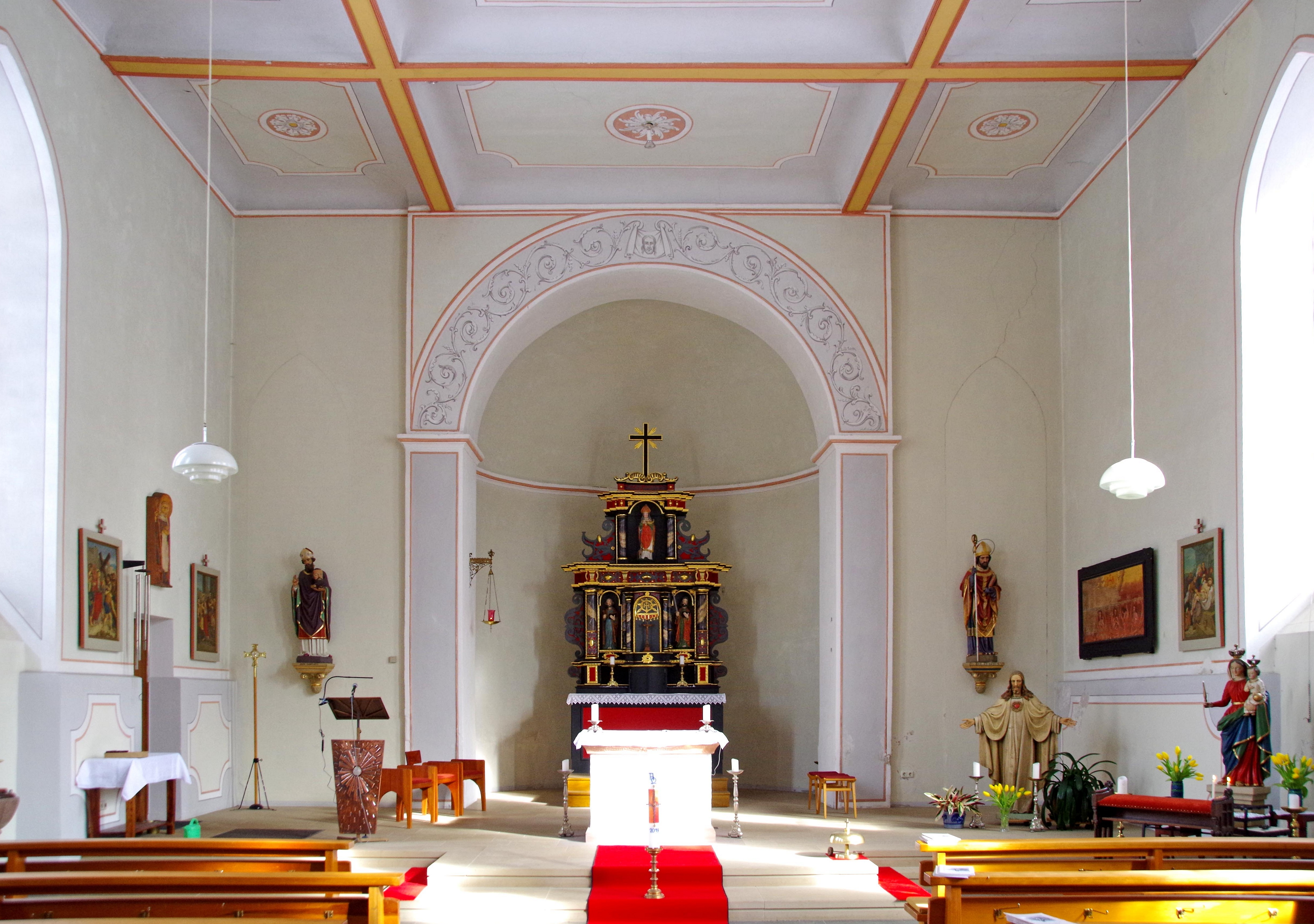
Innenraum mit Altar

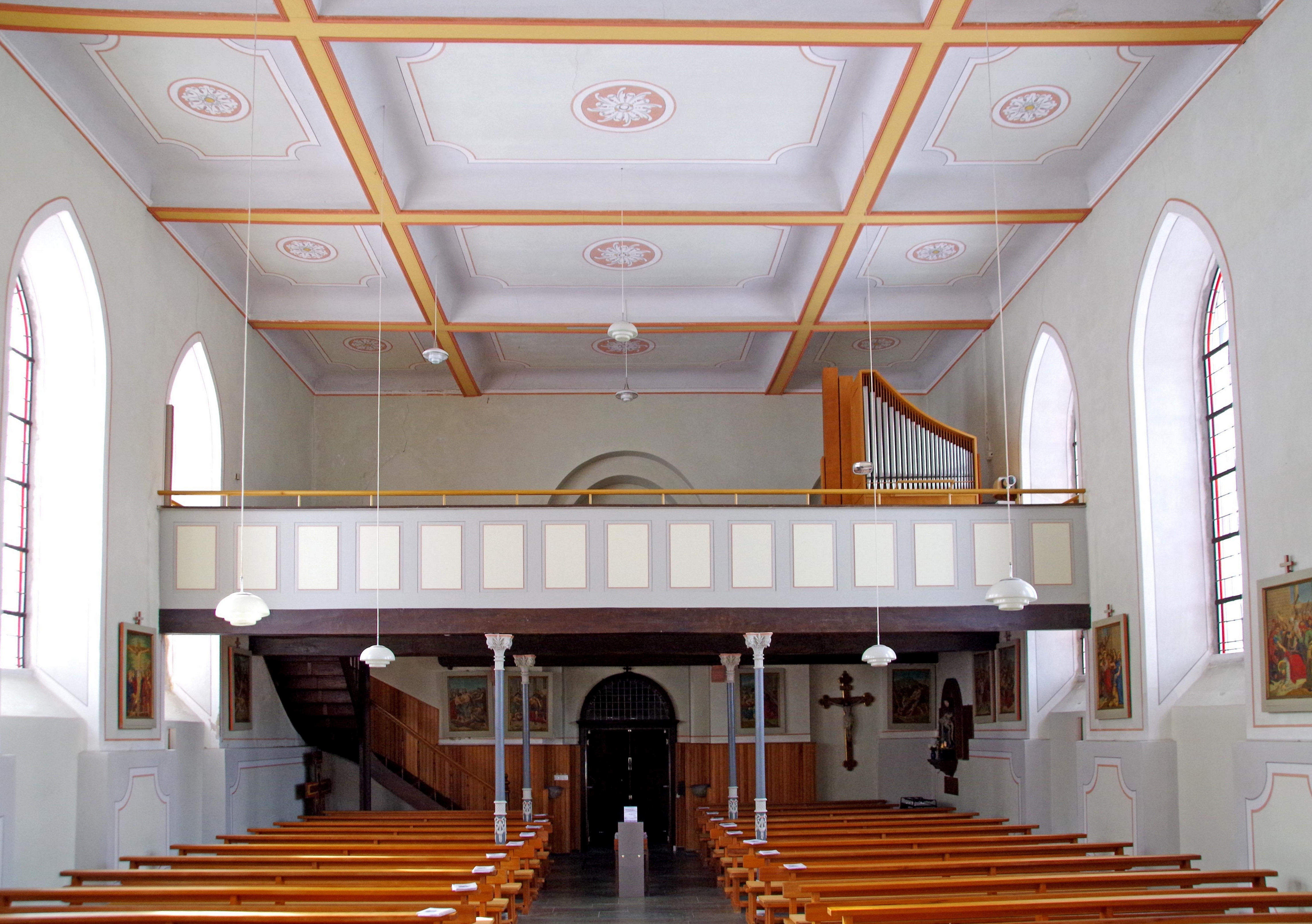
Orgelempore

Die Kirche St. Dionysius ist die römisch-katholische Pfarrkirche des Ortsteils Gondenbrett der Ortsgemeinde Gondenbrett im Eifelkreis Bitburg-Prüm (Rheinland-Pfalz).

## Kirchengebäude
Die heutige Kirche wurde in den Jahren 1846 bis 1847 nach Plänen des Prümer Kreisbaumeisters Guischard im Baustil des Klassizismus errichtet. Das Gebäude ist ein einschiffiger Saalbau mit Kassettendecke, einem schlanken, vorgesetzten Glockenturm und einem dreiseitigen Chorschluss. Es gab jedoch schon früher eine Kirche in Gondenbrett, von der jedoch keine Spuren mehr vorhanden sind.

## Ausstattung
In der Kirche befindet sich ein barocker Hochaltar, welcher im Jahr 1658 geweiht worden ist. Dieser stammt noch aus der Vorgängerkirche. Außerdem befindet sich noch eine Pietà aus dem 16. Jahrhundert in der Kirche.

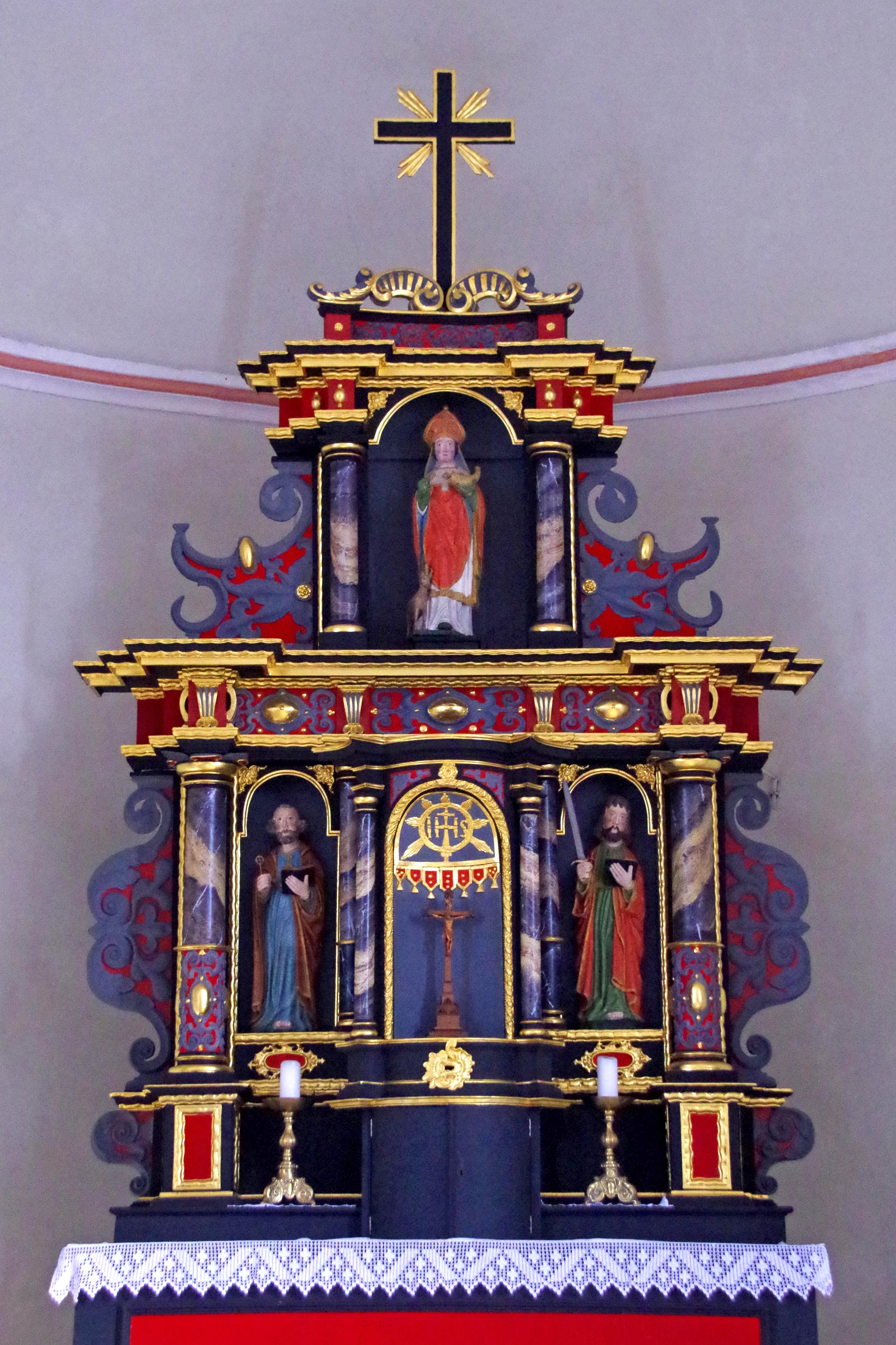
Hochaltar von 1668
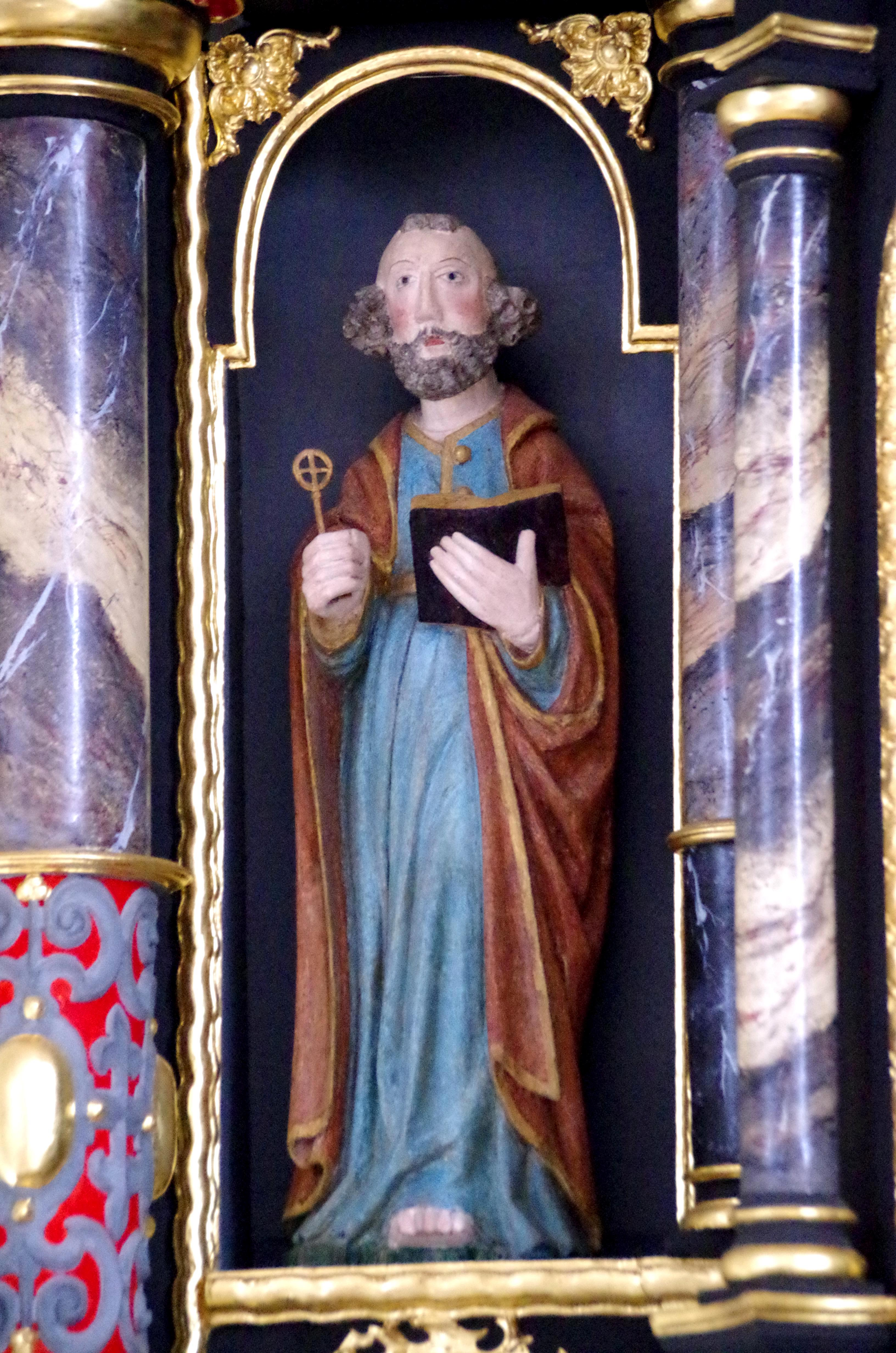
Apostel Petrus
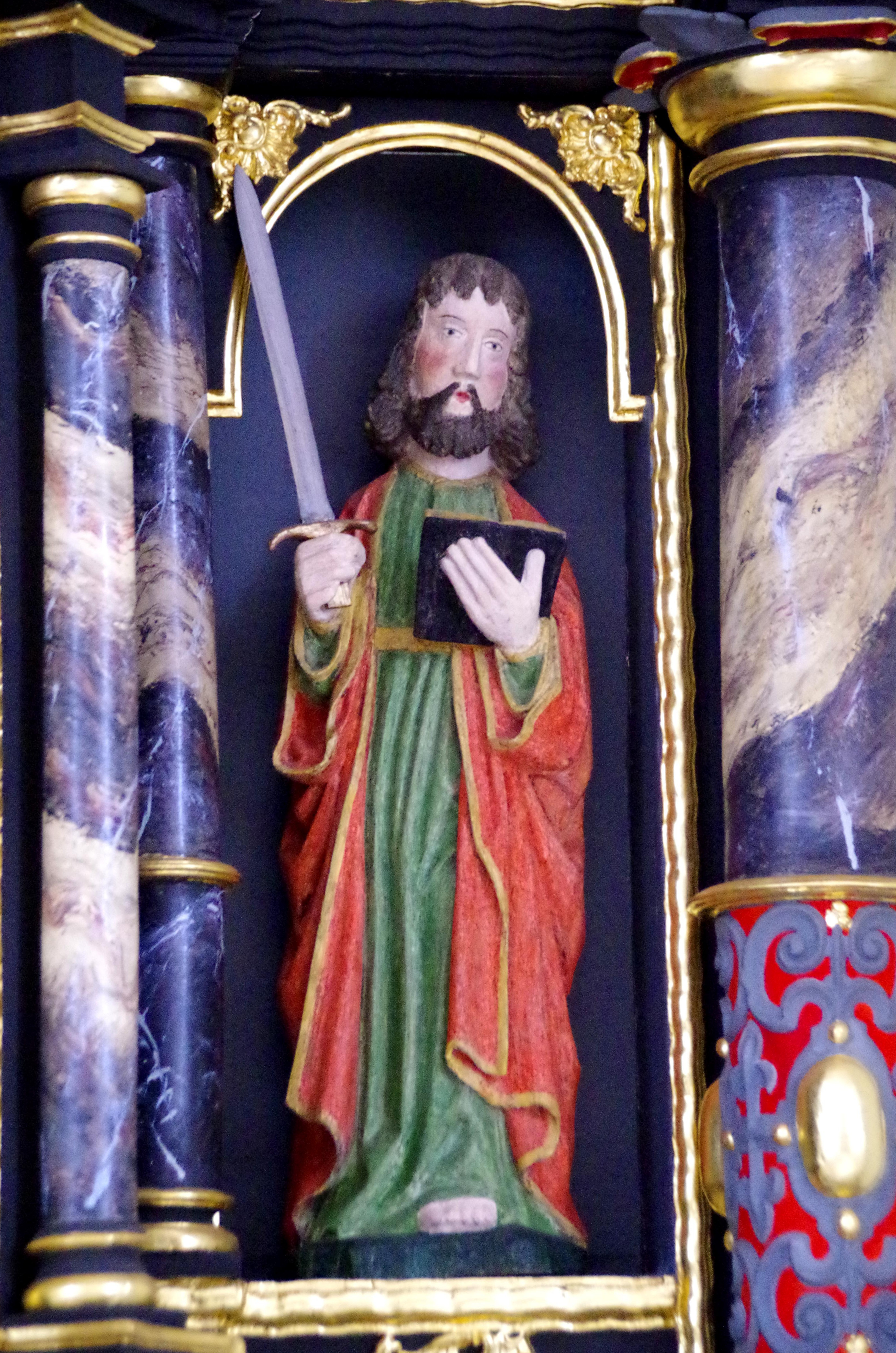
Apostel Paulus
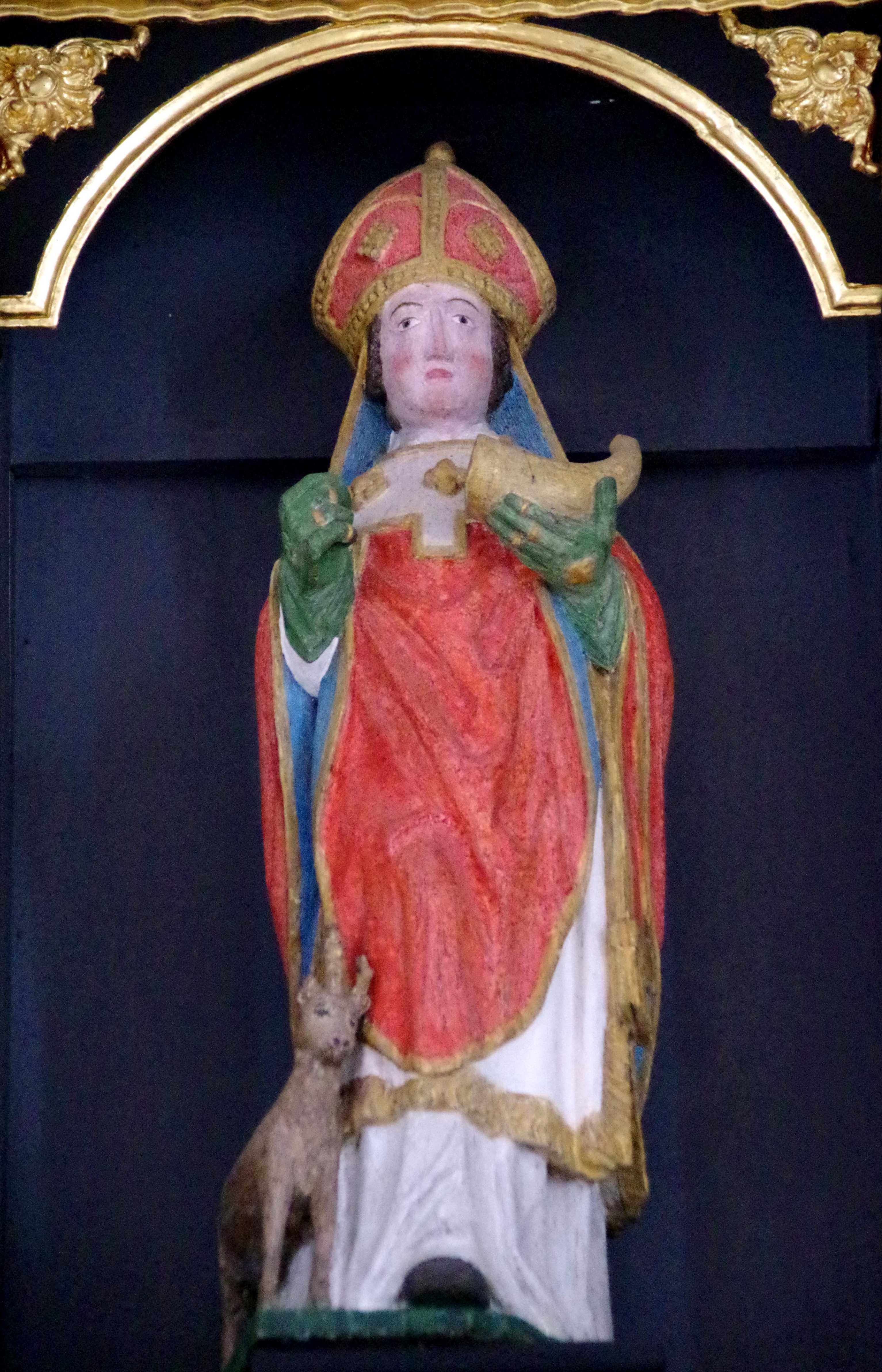
Bischof Hubertus
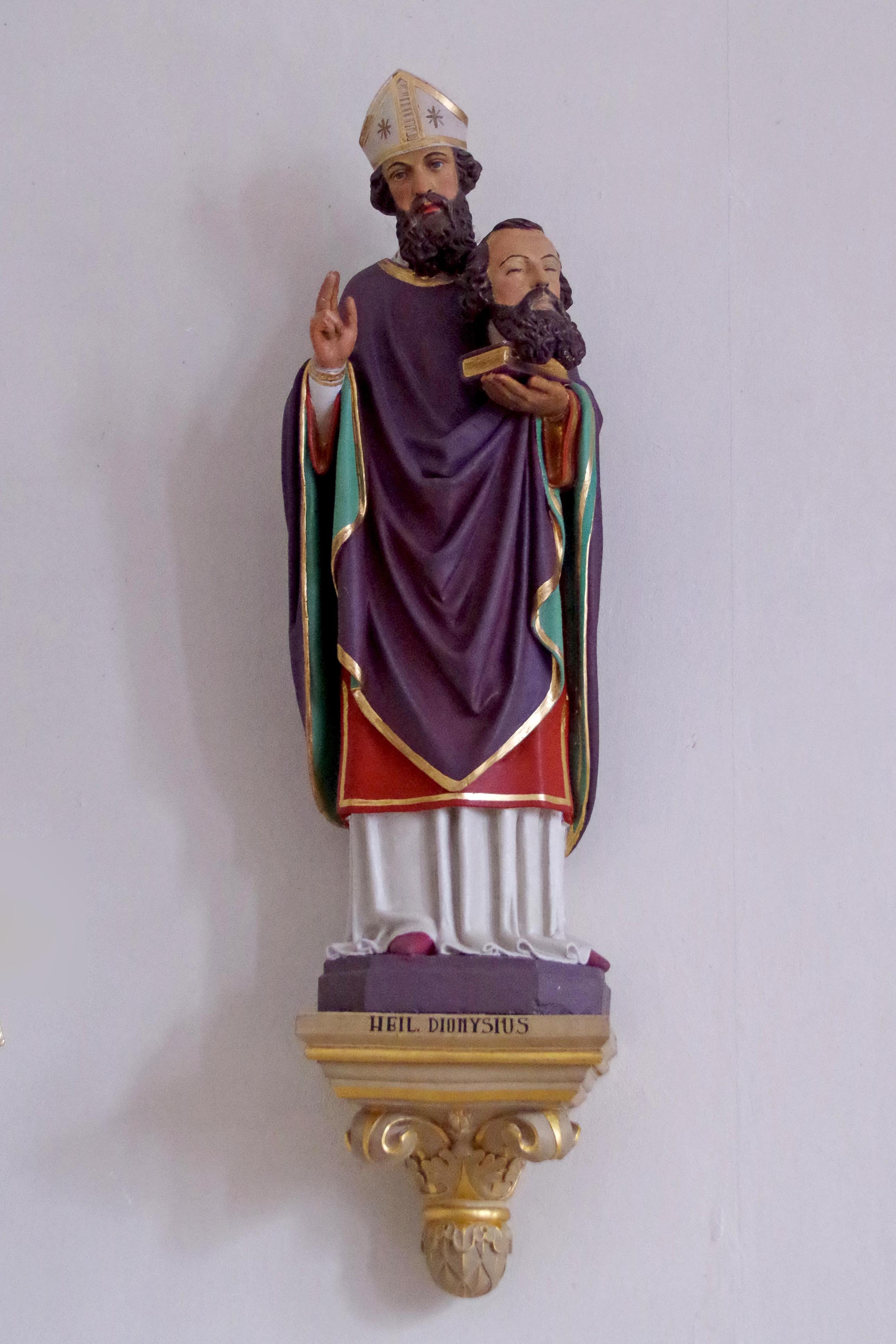
St. Dionysius
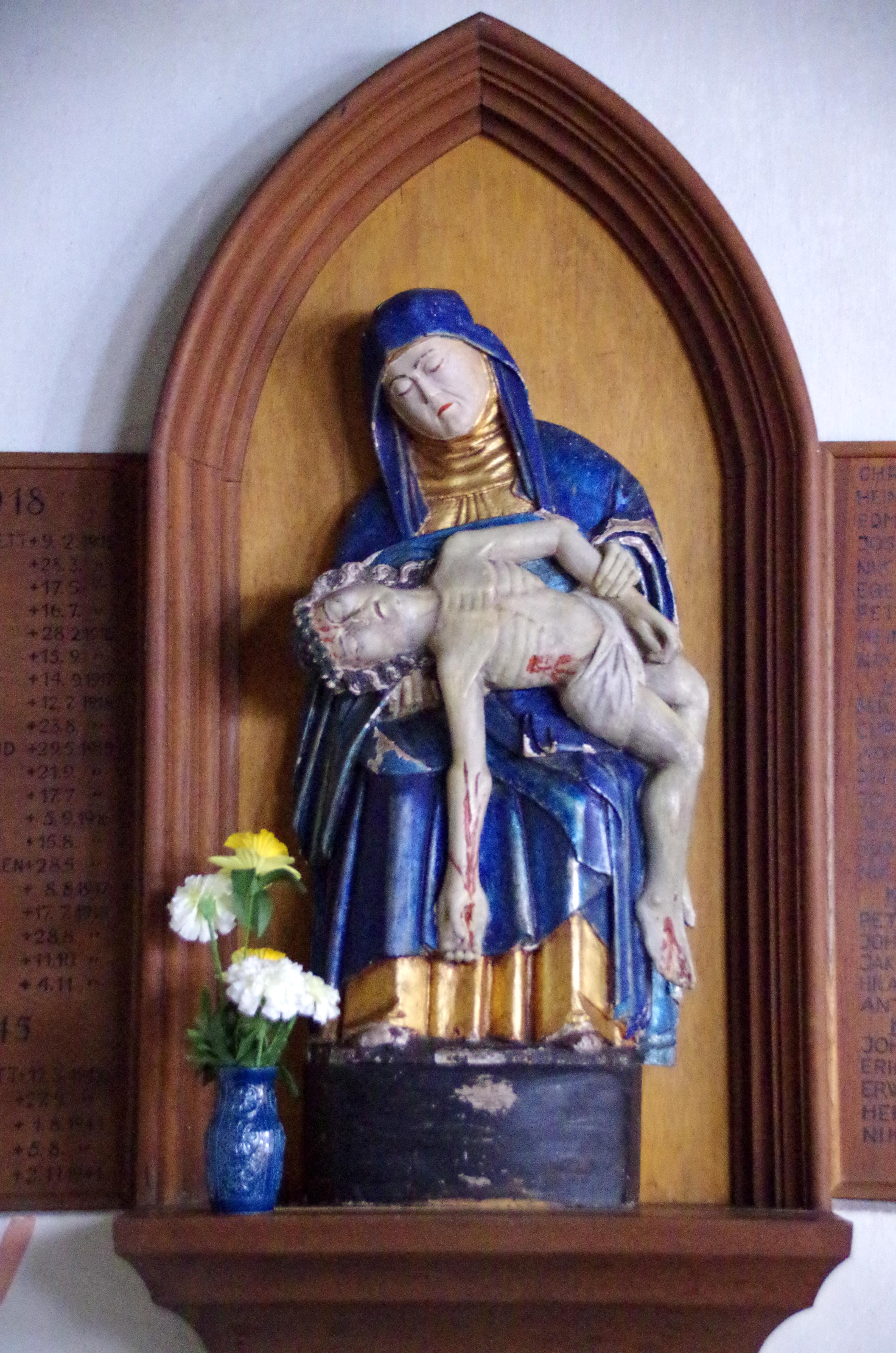
Pietà

## Pfarre
Zur Pfarrgemeinde Gondenbrett gehört noch die Filialgemeinde St. Jesu Namen in Wascheid.